# Georthocladius
Georthocladius is een muggengeslacht uit de familie van de Dansmuggen (Chironomidae).

## Soorten
- G. curticornus Saether, 1982
- G. fimbriosus Saether and Sublette, 1983
- G. luteicornis (Goetghebuer, 1941)
- G. platystylus Saether and Sublette, 1983
- G. retezati (Albu, 1972)
- G. triquetrus Saether and Sublette, 1983
- G. wirthi Saether and Sublette, 1983